# Chinina 3-monoossigenasi
La chinina 3-monoossigenasi è un enzima appartenente alla classe delle ossidoreduttasi, che catalizza la seguente reazione:
chinina + NADPH + H+ + O2 ⇄ 3-idrossichinina + NADP+ + H2O